# Bridgewater Hall

Bridgewater Hall es la principal sala de conciertos situada en el centro de Mánchester, en Inglaterra junto al Rochdale Canal. La sala lleva el nombre del tercer duque de Bridgewater, quien encargó el canal Bridgewater del mismo nombre, que cruza la ciudad de Mánchester, aunque la sala y la fachada ribereña están situadas en un brazo especialmente construido del Rochdale Canal.
Localizada en el centro de la ciudad, en Lower Mosley Street, fue inaugurada en septiembre de 1996 y es la sede de la venerable Orquesta Hallé, dirigida por Kent Nagano, y del coro del mismo nombre. Asimismo también es la sede del Manchester Boys Choir, Halle Youth Orchestra y Youth Choir. También sirve como sala principal de conciertos para la Filarmónica de la BBC. Además, se calcula que ofrece al público más de 250 funciones al año. Además de conciertos, el Bridgewater Hall organiza conferencias y cede sus instalaciones a instituciones externas, para que celebren sus propios eventos y veladas de presentaciones anuales. La Universidad Metropolitana de Manchester, por ejemplo, viene celebrando allí su ceremonia de graduación en el mes de julio de cada año desde principios de la década de 2000. La Open University también celebra una de sus ceremonias de posgrado en el salón cada año.
Su construcción costó alrededor de 42 millones de libras esterlinas en la década de 1990. El edificio se asienta sobre un lecho de 280 muelles destinados a aislarlo del sonido exterior. Dentro de la sala, el punto central lo ocupa un órgano de tubos valorado en 1,2 millones de libras esterlinas, que cuenta con 5500 tubos y cuatro manuales. Fue construido por Marcussen & Son y domina el auditorio, cubriendo la pared trasera con madera y metal bruñido. En el momento de su construcción, el órgano era el mayor instrumento instalado en el Reino Unido en un siglo.

## Enlaces externos

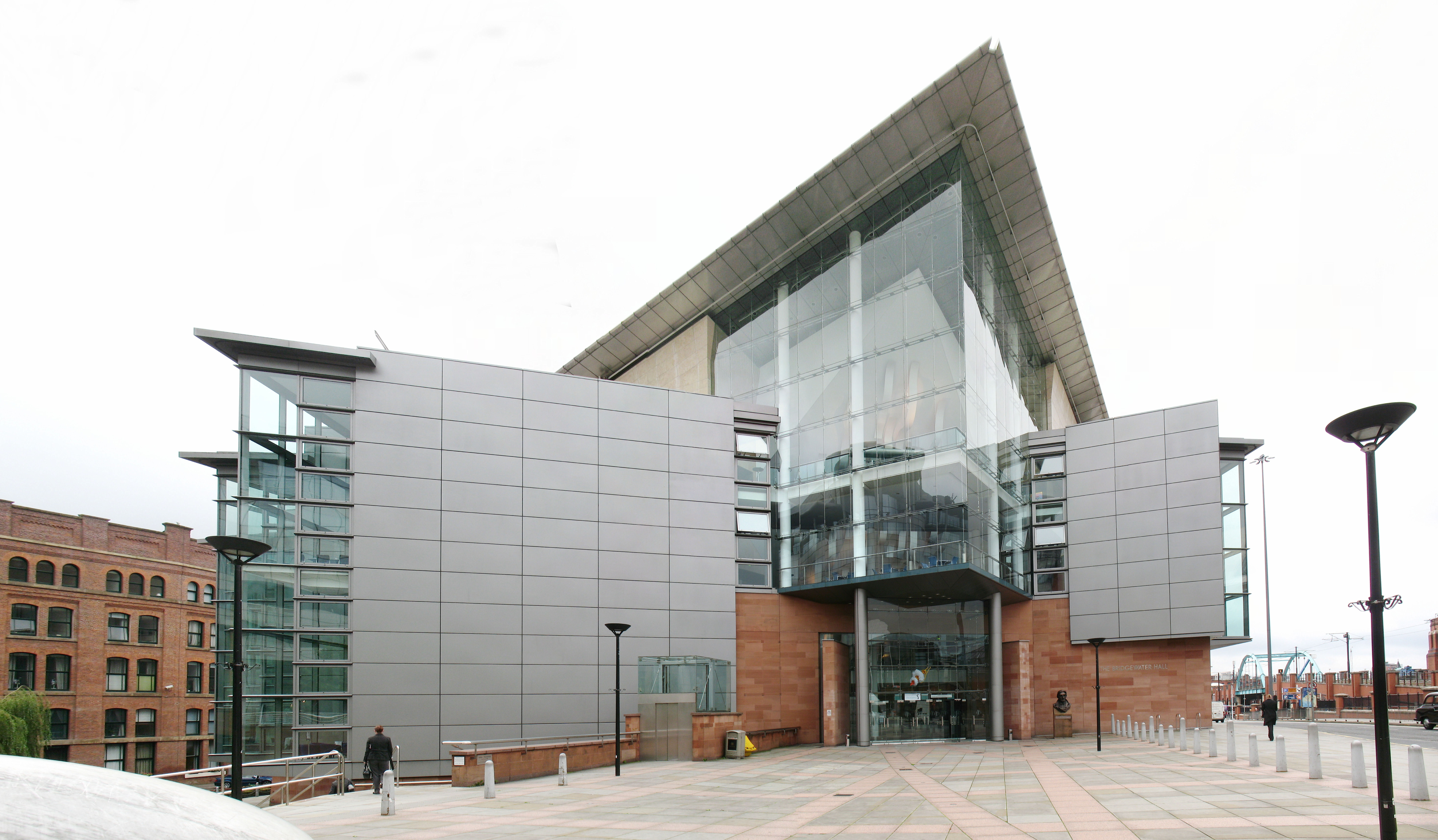
Exterior del Bridgewater Hall